# 1,2-Dibromo-3-cloropropano
1,2-Dibromo-3-cloropropano, (dibromocloropropano) melhor conhecido como DBCP, é um ingrediente ativo no nematicida Nemagon, também conhecido como Fumazone.
É um fumigante do solo utilizado anteriormente na agricultura estadunidense. Nos mamíferos provoca a esterilidade masculina com altos níveis de exposição. Após a descoberta de seus efeitos deletérios sobre os seres humanos, o composto foi banido do uso em 1979 pela United States Environmental Protection Agency (EPA). A presença contínua do produto químico como um contaminante em águas subterrâneas continua a ser um problema para muitas comunidades durante anos após o final do uso.
| 1,2-Dibromo-3-cloropropano (2 estereoisómeros) | 1,2-Dibromo-3-cloropropano (2 estereoisómeros) |
| ---------------------------------------------- | ---------------------------------------------- |
| (R)-configuración                              | (S)-configuración                              |